# Cmentarz prawosławny w Klonownicy Dużej
Cmentarz prawosławny w Klonownicy Dużej – prawosławna, pierwotnie unicka nekropolia w Klonownicy Dużej.
Cmentarz został utworzony w latach 40. XIX w. na potrzeby ludności unickiej uczęszczającej do miejscowej cerkwi. W 1875, po likwidacji unickiej diecezji chełmskiej, razem z tą świątynią został przemianowany na cmentarz prawosławny. Własnością prawosławnych pozostawał do 1930, chociaż cerkiew w Klonownicy Dużej została zrewindykowana przez Kościół katolicki jeszcze w 1921.
Na terenie nekropolii przetrwało kilkanaście nagrobków z XIX w. i z I połowy wieku XX. Cmentarz zajmuje prostokątny teren otoczony wałem ziemnym i porośnięty klonami, kasztanowcami, lipami i wiązami. Położony jest wśród pól, na południe od zabudowy Klonownicy Dużej, przy drodze do Rokitna.